# Diepholz (huyện)
Diepholz (/ˈdiːphɔlts/) là một huyện ở Niedersachsen, Đức. Huyện này giáp các đơn vị (từ phía đông bắc theo chiều kim đồng hồ): các huyện Verden, Nienburg, Minden-Lübbecke (ở Nordrhein-Westfalen), Osnabrück, Vechta và Oldenburg, thành phố Delmenhorst và Bremen. Thành phố lớn nhất là Stuhr.

## Lịch sử
Huyện được lập năm 1932 thông qua việc sáp nhập các huyện Diepholz và Sulingen. 

## Địa lý
Huyện có hồ rộng 16 km², là nơi sinh sống của nhiều loài chim hiếm. Phía bắc huyện là rừng và đất nông nghiệp.

## Các thành phố và đô thị
| Thị xã                                                                                               | Samtgemeinden | Samtgemeinden | Samtgemeinden |
| --- | --- | --- | --- |
| 1. Bassum 2. Diepholz 3. Sulingen 4. Syke 5. Twistringen Đô thị tự do 1. Stuhr 2. Wagenfeld 3. Weyhe | - 1. Altes Amt Lemförde 1. Brockum 2. Hüde 3. Lembruch 4. Lemförde1 5. Marl 6. Quernheim 7. Stemshorn - 2. Barnstorf 1. Barnstorf1 2. Drebber 3. Drentwede 4. Eydelstedt - 3. Bruchhausen-Vilsen 1. Asendorf 2. Bruchhausen-Vilsen1 3. Engeln 4. Martfeld 5. Schwarme 6. Süstedt | - 4. Kirchdorf 1. Bahrenborstel 2. Barenburg 3. Freistatt 4. Kirchdorf1 5. Varrel 6. Wehrbleck - 5. Rehden 1. Barver 2. Dickel 3. Hemsloh 4. Rehden1 5. Wetschen | - 6. Schwaförden 1. Affinghausen 2. Ehrenburg 3. Neuenkirchen 4. Scholen 5. Schwaförden1 6. Sudwalde - 7. Siedenburg 1. Borstel 2. Maasen 3. Mellinghausen 4. Siedenburg1 5. Staffhorst |
| | 1thủ phủ của Samtgemeinde | | |